# مرشحة لؤلؤة الكبريت النلسونية
مرشحة لؤلؤة الكبريت النلسونية (الاسم العلمي:Candidatus Thiomargarita nelsonii) هي نوع من البكتيريا تتبع جنس لؤلؤة الكبريت من فصيلة هلبات الكبريت.